# ピカーレル (SS-177)
ピカーレル (USS Pickerel, SS-177) は、アメリカ海軍の潜水艦。ポーパス級潜水艦の一隻。艦名はカワカマス属（パイク）の若魚または小型種の総称に因む。

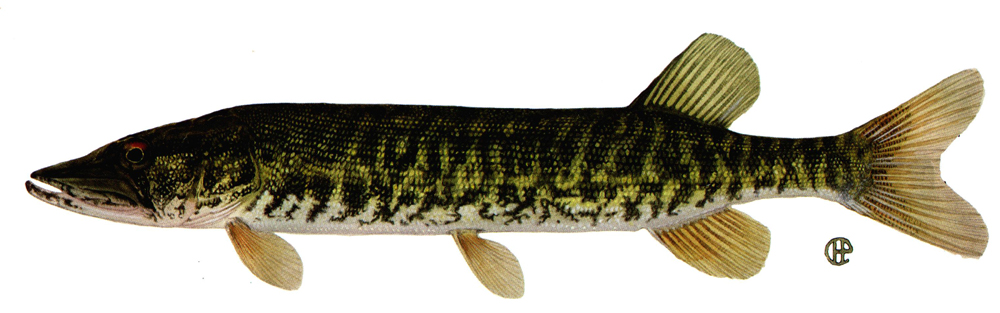
グラス・ピッケレル（Grass pickerel）

## 艦歴
ピカーレルは1935年3月25日にコネチカット州グロトンのエレクトリック・ボート社で起工した。1936年7月7日にイヴリン・スタンドレイによって命名、進水し、1937年1月26日に艦長レオン・J「サヴィー」ハフマン中佐の指揮下就役する。

### 開戦まで
整調後ピカーレルはコネチカット州ニューロンドンを拠点として訓練を継続し、1937年10月26日に出航、グアンタナモ湾を経由して11月9日にパナマ運河を通過した。太平洋艦隊に合流したピカーレルはカリフォルニア州サンディエゴから西海岸沿い、ハワイ水域で作戦活動に従事する。その後アジア艦隊に配属されたピカーレルは、フィリピンで訓練および戦闘の準備を行った。

### 第1、第2の哨戒 1941年12月 - 1942年1月
12月8日の日本軍による真珠湾攻撃後、ピカーレルは艦長バートン・E・ベーコン・ジュニア中佐（アナポリス1925年組）の指揮下、最初の哨戒でインドシナ半島沿岸部に向かった。18時にマニラを出撃し、12月12日にインドシナ半島ヴァレラ岬に到達。カムラン湾、ダナン方面で哨戒を開始した。12月14日、ピカーレルは艦橋に日本の国旗を描き入れた潜水艦、やや遅れた時間に2隻の駆逐艦をそれぞれ発見して追跡したが、魚雷の射程内に捉える前に悪天候のため見失った。12月19日、ピカーレルは日本軍の小型警備艇と接触するが、攻撃を行う前に見失った。12月29日、ピカーレルは21日間の行動を終えてマリベレスに帰投した。
12月31日、ピカーレルは2回目の哨戒でマニラとスラバヤの間およびセレベス海方面に向かった。タヤバス湾、ボホール海を通過し、期間の前半はサンボアンガ近海で哨戒を行った。1942年1月10日、ピカーレルは北緯06度12分 東経125度55分 / 北緯6.200度 東経125.917度の地点で特設砲艦咸興丸（大阪商船、2,929トン）を撃沈した。1月15日にはタラカン島近海で2隻の駆逐艦に護衛された4隻の輸送船を発見したが、攻撃はしなかった。哨戒期間中の1月2日にマニラは陥落し、ピカーレルはスラバヤに向かった。その途中の1月23日、ピカーレルは26隻の輸送船と14隻の駆逐艦からなると推定された大輸送船団を発見。攻撃するために接近したものの、爆雷攻撃を受けて退却した。1月29日、ピカーレルは30日間の行動を終えてスラバヤに帰投した。

### 第3、第4の哨戒 1942年2月 - 6月
2月7日、ピカーレルは3回目の哨戒でジャワ海およびマレー半島近海に向かった。侵攻してくる日本の輸送船団を求め、2月19日には神通型軽巡洋艦ともう1隻の軽巡洋艦および駆逐艦を発見し、追跡の上翌2月20日になってから複数回にわたって攻撃。これに対し駆逐艦の反撃が行われ、ピカーレルは爆雷攻撃によりパイプの継手が外れたりパイロメーターが破壊されるなどの被害を受けた。ピカーレルは64メートルまで深度が下がったが、駆逐艦は去っていき危機を脱した。2月24日、ピカーレルはティモール島近海で軽巡洋艦と5隻の駆逐艦を発見。しかし、相手は推定20ノットの高速で去っていき攻撃は出来なかった。2月28日には、日本の潜水艦から1本の魚雷を発射されたが、回避した。結局、この哨戒では戦果を挙げることもなかった。哨戒期間中の3月9日にジャワ島は陥落し、ピカーレルは健在の他の味方潜水艦とともにオーストラリアに脱出。3月19日、ピカーレルは41日間の行動を終えてフリーマントルに帰投した。
4月15日、ピカーレルは4回目の哨戒でフィリピン方面に向かった。しかし、この哨戒では戦果を挙げるどころか失態を犯した。4月25日未明、ピカーレルは商船の煙を発見して戦闘配置を令した。4月26日に入ってすぐ、ピカーレルは艦首発射管から4本、艦尾発射管から1本の魚雷を発射し、1本が命中した。ピカーレルは浮上して目標を追跡し、さらに魚雷を2本発射したものの命中しなかった。そのうち、金剛丸級客船と思しき艦船が高速でピカーレルの方に向かってくる気配があったので、ピカーレルはスコールにまぎれて戦場を離脱した。南緯03度19分 東経127度27分 / 南緯3.317度 東経127.450度の地点で攻撃した目標は、実は病院船高砂丸（大阪商船、9,315トン）であった。高砂丸は魚雷命中により舵や船体が損傷した。4月末から5月にはミンダナオ島方面で哨戒。5月中旬は高雄とマニラ間の航路の哨戒に転じ、5月下旬に入るとルソン島西部に至り、ルソン島を一周する形での哨戒となった。4月30日にダバオ湾で6,000トン級貨物船に対し、5月7日にはスルアン島近海で小型船に対し、5月17日にはミンドロ島近海で6,000トン級貨物船に対してそれぞれ魚雷を発射したが、いずれも命中しなかった。また5月29日には、マカッサル海峡で妙高型重巡洋艦を発見したが、追跡中に見失ってしまった。6月6日、ピカーレルは52日間の行動を終えてフリーマントルに帰投した。

### 第5、第6の哨戒 1942年7月 - 1943年3月
7月10日、ピカーレルは5回目の哨戒で真珠湾に向かった。道中、モルッカ海、モロタイ島近海、パラオ近海を経てグアムおよびサイパン島近海に至る針路をとる。7月28日、ピカーレルは北緯12度00分 東経140度35分 / 北緯12.000度 東経140.583度のグアム近海で貨物船に対して魚雷を発射したが、失敗した。7月31日には、アプラ港内に高砂丸が在泊しているのを確認。翌8月1日、ピカーレルはロタ島沿岸部に貨物船が停泊しているのを発見して魚雷を発射し、目標から煙が上がるのを確認した。8月5日、ピカーレルはサイパン島タナパグ湾を偵察してタンカーが停泊しているのを確認したが、水上機の制圧を受けた。8月6日と8月12日にも貨物船に対して魚雷を発射したが、ともに命中しなかった。8月26日、ピカーレルは47日間の行動を終えて真珠湾に帰投。オーバーホールのためメア・アイランド海軍造船所に回航され、久しぶりに本国に帰ってきた。オーバーホールの間に、艦長がオーガスタス・H・アルストン・ジュニア少佐（アナポリス1931年組）に代わった。また、攻撃力アップを企図して外装魚雷発射管が装備され、艦橋も改修された。
1943年1月22日、ピカーレルは6回目の哨戒で日本近海に向かった。千島列島海域を中心に、東京、キスカ島間の航路を哨戒。2月8日、ピカーレルは綾里崎沖で特設運送船藤影丸（山本汽船、4,004トン）に対して魚雷を3本発射したが、回避された。2月10日には北緯40度18分 東経141度52分 / 北緯40.300度 東経141.867度の三陸沖で3隻の輸送船団を発見し、2番目の目標である6,000トン級貨物船に対して魚雷を3本発射。一部のアメリカ側の記録では、ピカーレルのこの攻撃で天利丸（政記輸船、2,184トン）を撃沈したと主張するが、実際には命中しなかった。2月12日、ピカーレルは金華山灯台沖でサンパン2隻を20ミリ機銃と小口径機銃で攻撃した。2月15日朝には再び綾里崎近海で輸送船団を発見し、海軍徴傭船立山丸（北日本汽船、1,990トン）に対して魚雷を3本発射して2本命中させ、立山丸を撃沈した。2月18日には塩屋埼灯台沖で船団護衛中の特設砲艦笠置丸（日本郵船、3,140トン）に対して魚雷を2本発射したが、これは命中しなかった。翌2月19日夕刻にも金華山灯台沖で輸送船団を攻撃して命中音一つを確認したが、これは魚雷が陸岸に命中して爆発したものだった。2月20日夜に金華山灯台沖で漁船に対して機銃攻撃を行った後、2月21日には第1219船団に対して魚雷を2本発射するも命中しなかった。3月3日、ピカーレルは37日間の行動を終えて真珠湾に帰投した。

### 第7の哨戒 1943年3月 - 4月・喪失
3月18日、ピカーレルは7回目の哨戒で日本近海に向かった。3月22日にミッドウェー島で燃料を補給し、哨戒海域である本州北東部に向かったもののその後の消息は不明となり、5月上旬まで帰投を待ったがついに帰ってこず、5月12日に喪失が宣告された。ピカーレルは中部太平洋で失われた最初の潜水艦となった。ピカーレルは1943年8月19日に除籍された。
4月3日0時過ぎ、北緯40度03分 東経141度58分 / 北緯40.050度 東経141.967度の野田湾沖で船団護衛中の第13号駆潜艇が撃沈された。アメリカ側ではこれをピカーレルの戦果としている。同日夕刻17時過ぎのこと、大湊航空隊の水上偵察機が白糠灯台沖で潜水艦のものと思われる油泡を発見し、17時12分に対潜爆弾2発を投下した。偵察機によって付近を航行中の第2403船団を護衛中の敷設艇白神が誘導され、白神は爆雷18発を2度にわたって投下。幅30メートル、長さ2キロにわたって重油が噴出してきた。さらに特設駆潜艇文山丸（日本海洋漁業、97トン）が加わって3発の爆雷を投下し、白神も再度5発の爆雷を投下した。攻撃後、探知してみたが海中からの反響はなかった。少なくとも、日本側からしてみれば目標が撃沈された信じるに十分の状況であり、翌4月4日8時に対潜警報は解除された。
この期間中、同海域ではいくつかの対潜水艦戦闘が行われ、また同期間に三陸方面で作戦活動にあった潜水艦はピカーレルのみであった。水上偵察機および白神と文山丸による対潜攻撃はピカーレルの最期に関する有力な情報の一つであるが、確定情報とは断言できない。アメリカ側の記録では4月7日に三陸沖で雷撃により沈没した福栄丸（栗林商船、1,113トン）をピカーレルの戦果にしているからであり、4月3日にピカーレルが撃沈されたとなると、4月7日に福栄丸を撃沈した潜水艦はピカーレルではない別の艦の戦果ということになり、矛盾が生じることとなる。いずれにせよ、この期間およびそれ以降のいずれかの戦闘でピカーレルは撃沈されたものと考えられる。なお、福栄丸の沈没地点は三陸沖となっているが、4月3日のピカーレルをめぐる戦闘から4月12日のフライングフィッシュ (USS Flying Fish, SS-229) による輸送船第十二札幌丸（犬上商店、2,862トン）撃沈まで、三陸方面の戦闘において大きな出来事は記録されていない。
ピカーレルは第二次世界大戦中の戦功で3個の従軍星章を受章した。